# Terry Gilliam
Terrence Vance Gilliam (/ˈɡɪliəm/; sinh ngày 22 tháng 11 năm 1940) là một nhà biên kịch, đạo diễn phim, phim hoạt hình, diễn viên, diễn viên hài người Anh gốc Mỹ và là cựu thành viên của đoàn hài kịch Monty Python.
Gilliam đã đạo diễn 13 bộ phim truyện, bao gồm Time Bandits (1981), Brazil (1985), The Adventures of Baron Munchausen (1988), The Fisher King (1991), 12 Monkeys (1995), Fear and Loathing in Las Vegas (1998), The Brothers Grimm (2005), Tideland (2005) và The Imaginarium of Doctor Parnassus (2009). Thành viên của đoàn hài kịch"Python" duy nhất không được sinh ra ở Anh, ông trở thành một người nhập quốc tịch Anh năm 1968 và chính thức từ bỏ quốc tịch Mỹ năm 2006.
Gilliam sinh ra ở Minnesota, nhưng đã trải qua những năm học trung học và đại học ở Los Angeles. Ông bắt đầu sự nghiệp của mình như một họa sĩ hoạt hình và vẽ tranh biếm họa. Ông tham gia Monty Python với tư cách là họa sĩ hoạt hình cho các tác phẩm của họ, nhưng cuối cùng trở thành một thành viên chính thức và được giao vai trò diễn xuất. Ông trở thành đạo diễn phim truyện vào những năm 1970. Hầu hết các bộ phim của ông khám phá chủ đề của trí tưởng tượng và tầm quan trọng của nó đối với cuộc sống, thể hiện sự phản đối của ông đối với quan liêu và độc đoán, và các nhân vật phải đối mặt với các tình huống đen tối hoặc hoang tưởng. Kịch bản riêng của ông có yếu tố hài kịch đen và bi kịch, kết hợp với kết thúc bất ngờ.
Năm 1988, Gilliam và các thành viên Monty Python khác đã nhận được giải thưởng BAFTA cho đóng góp xuất sắc của ông cho điện ảnh nước Anh. Năm 2009, Gilliam nhận được Thành viên danh dự BAFTA vì thành tích trọn đời.